# Округ Рандолф (Западна Вирџинија)
Округ Рандолф (енгл. Randolph County) је округ у америчкој савезној држави Западна Вирџинија.

## Демографија
По попису из 2010. године број становника је 29.405, што је 1.143 (4,0%) становника више него 2000. године.
| Група             | 2000.          | 2010.          |
| Белци             | 27.479 (97,2%) | 28.474 (96,8%) |
| Афроамериканци    | 302 (1,1%)     | 344 (1,2%)     |
| Азијати           | 106 (0,4%)     | 100 (0,3%)     |
| Хиспаноамериканци | 191 (0,7%)     | 192 (0,7%)     |
| Укупно            | 28.262         | 29.405         |